# Département de Bône

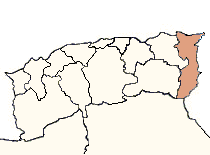
Le département de Bône, créé en 1955

Le département de Bône fut un département français d'Algérie entre 1955 et 1962.
Considérée depuis le 4 mars 1848 comme partie intégrante du territoire français, l'Algérie fut organisée administrativement de la même manière que la métropole. C'est ainsi que pendant une centaine d'années, la ville d'Annaba, alors connue sous le nom de Bône, fut une sous-préfecture du département de Constantine, et ce jusqu'au 7 août 1955. À cette date ledit département est amputé de sa partie orientale, afin de répondre à l'accroissement important de la population algérienne au cours des années écoulées.
Le département de Bône fut donc créé à cette date, et couvrait une superficie de 25 367 km2 sur laquelle résidaient 730 594 habitants et possédait cinq sous-préfectures : La Calle, Clairfontaine, Guelma, Souk Ahras et Tébessa. Une dernière modification interviendra  avec le rattachement temporaire de l'arrondissement de Tébessa au département de Batna du 17 mars 1958 au 7 novembre 1959. 
Le département de Bône fut maintenu après l'indépendance de l'Algérie, et devint la Wilaya d'Annaba en 1968.

## Liste des préfets
- Michel Paul Ellia (31 octobre 1955 - 23 novembre 1956)
- Robert Andrieu (23 novembre 1956 - 27 mai 1959)
- Jacques Saunier (19 février 1960 - 5 mai 1961)
- Jean Paul Auguste Taulelle (5 mai 1961 - 30 décembre 1961)
- Jean Dours (31 décembre 1961 - 27 mars 1962)
- Jean Louis Rouge (22 mai 1962 - 16 août 1962)